# La Scarzuola

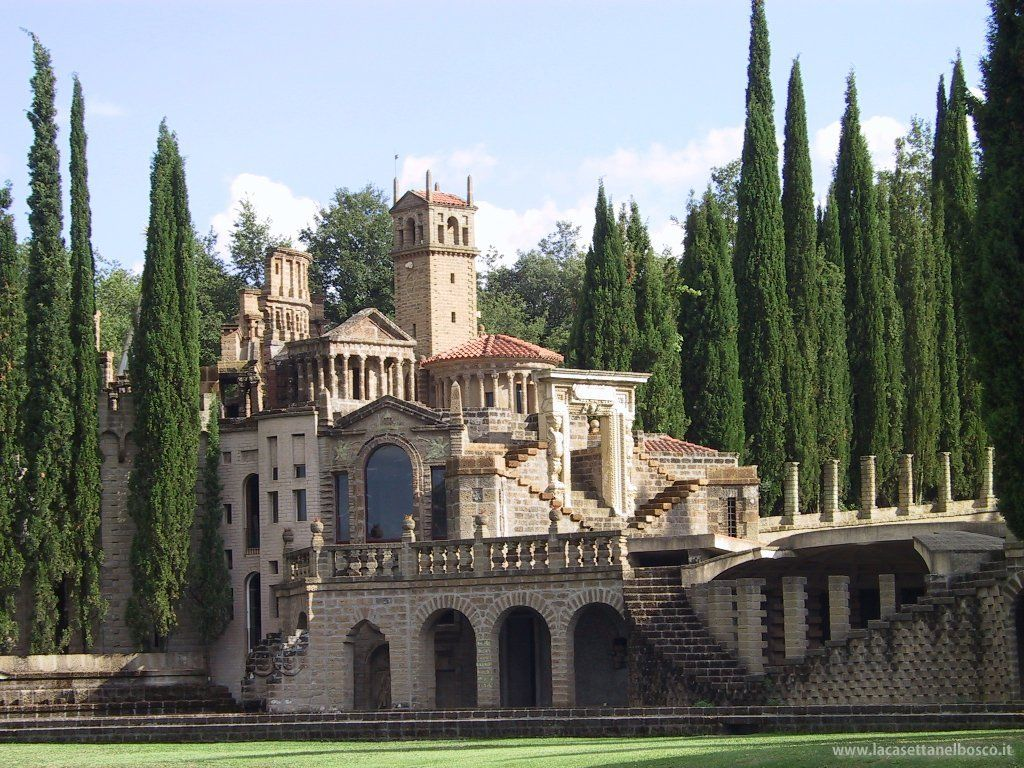
La Scarzuola, con l'antico convento, sepolcro dei Conti di Marsciano

La Scarzuola è una località rurale dell'Umbria, ubicata nella frazione Montegiove del comune di Montegabbione, in provincia di Terni. È ben conosciuta per l'antico convento dove, secondo tradizione, avrebbe dimorato san Francesco d'Assisi, e per la villa sotto forma di "città-teatro", concepita e costruita nel ventesimo secolo dall'architetto milanese Tomaso Buzzi come personale interpretazione del tema della "città ideale".

## Storia

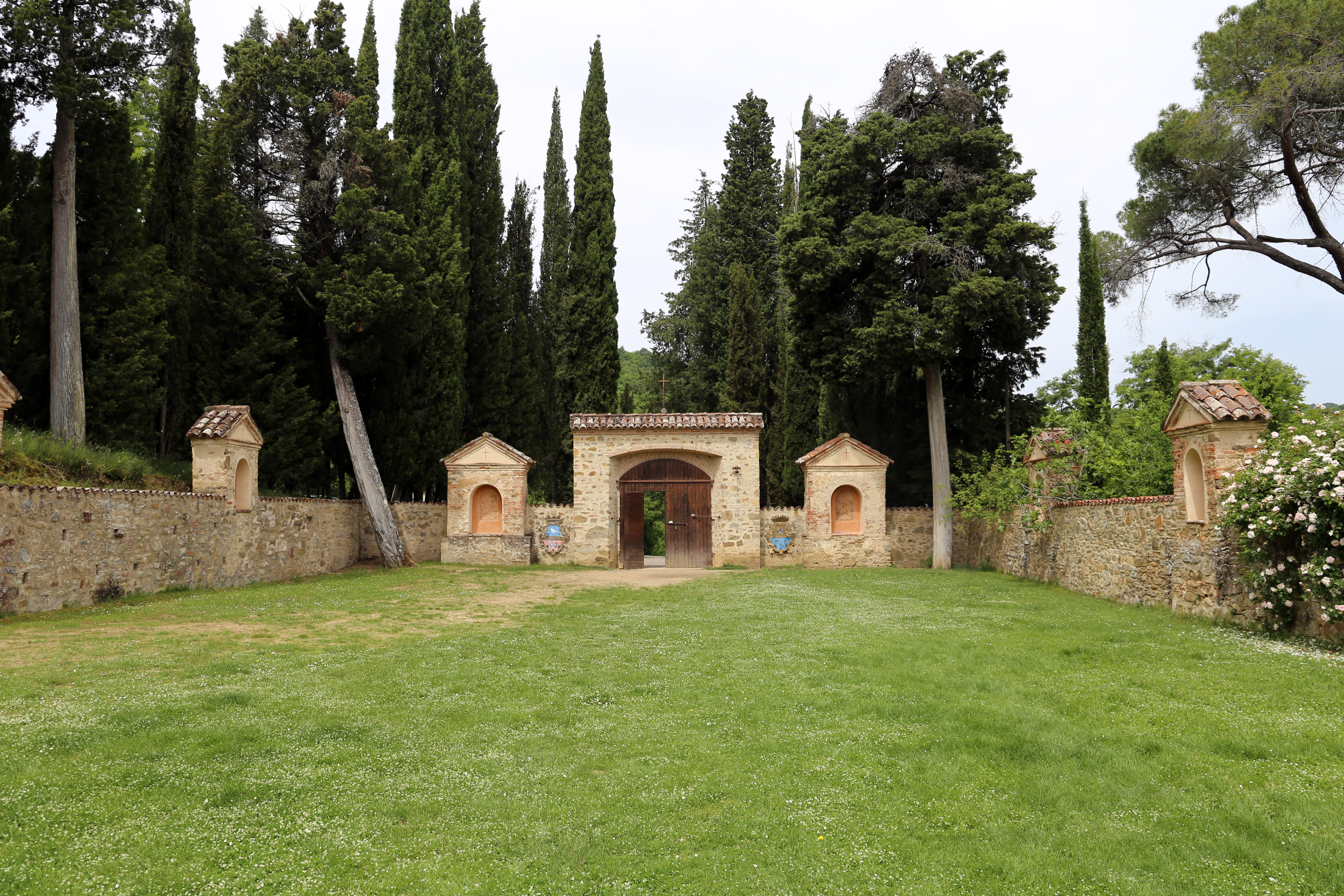
L'ingresso

La località è citata dalle cronache medievali per essere quella in cui, nel 1218, San Francesco costruì una capanna nel punto in cui aveva piantato una rosa e un alloro e da cui era sgorgata miracolosamente una fontana. La capanna fu realizzata con una pianta palustre di nome Scarza, da cui deriverebbe il nome Scarzuola. Successivamente, per ricordare l'avvenimento, i conti di Marsciano vi fecero costruire una chiesa e successivamente un convento, entrambi affidati ai Frati Minori, che vi rimasero fino agli ultimi anni del Settecento, quando ne presero possesso i marchesi Misciatelli di Orvieto.
La chiesa divenne così, a partire dal 1243 e per quasi sette secoli, patronato e luogo privilegiato di sepoltura dei conti di Marsciano e delle loro mogli, tanto che qui vennero tumulati una novantina di membri, fino al 1820, anno in cui venne qui sepolto il conte Francesco di Marsciano, ultimo dei Marsciano che riposano alla Scarzuola..
Nella seconda metà del Novecento, più precisamente nel dicembre 1957, l'architetto milanese Tomaso Buzzi acquisì la proprietà dell'intero complesso, creandovi accanto una "città ideale" che lo rappresentasse, una vera e propria allegoria escatologica dell'esistenza, adottando il linguaggio ermetico caratteristico dell'aristocrazia massonica del Settecento.

## Città ideale di Buzzi

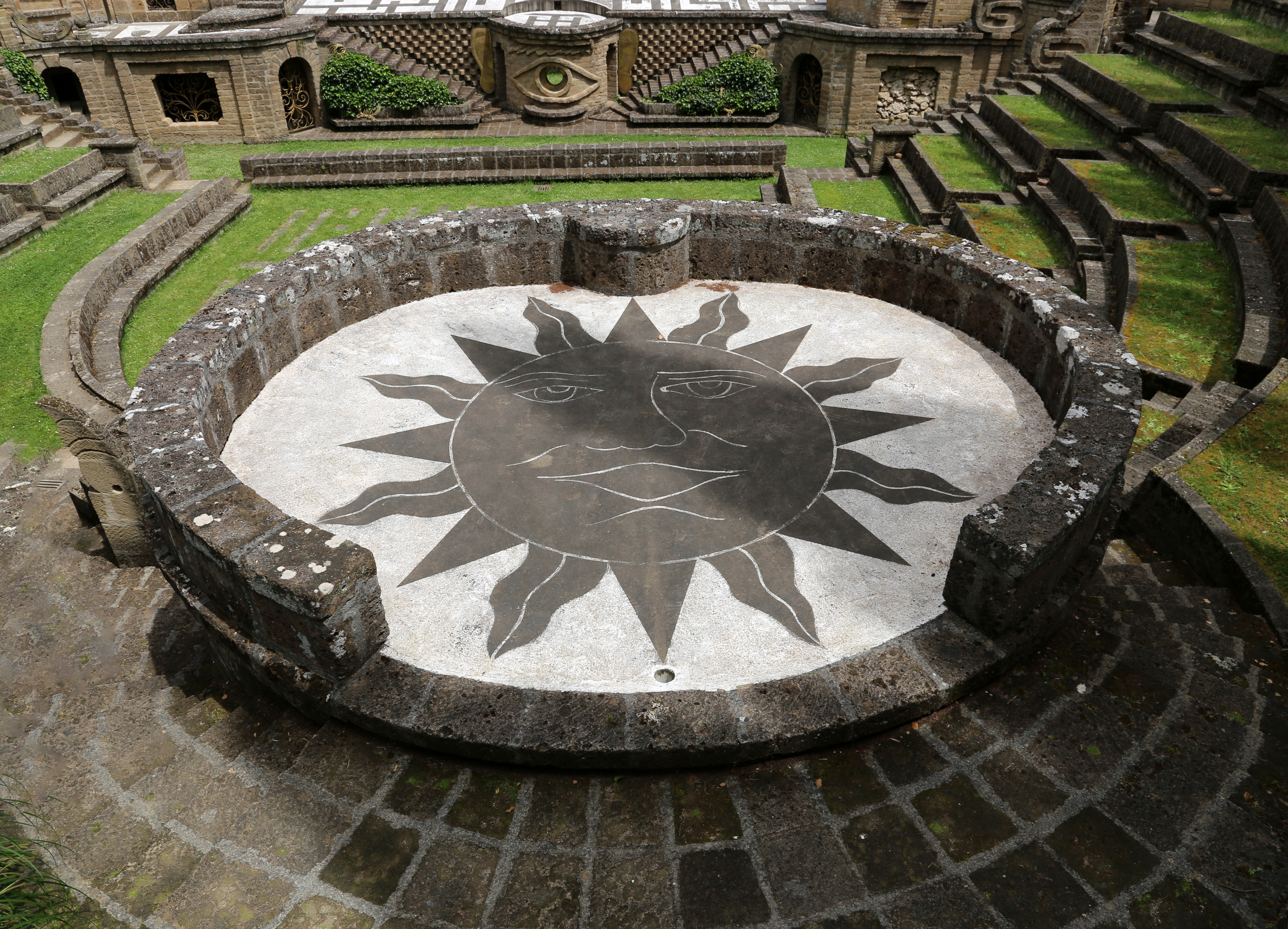
Uno dei palchi del Teatrum Mundi

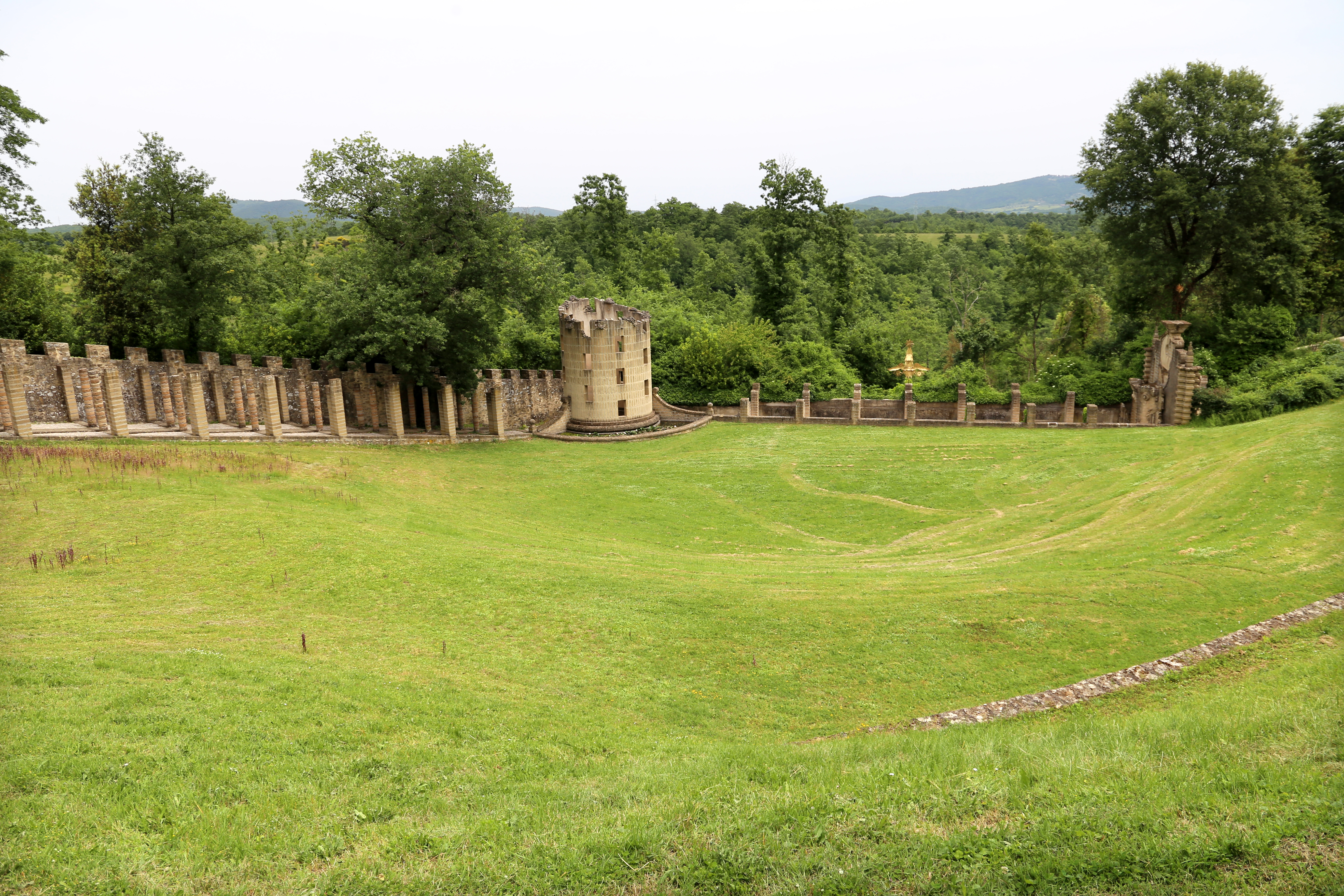
Il "teatro erboso"

Dal 1958 al 1978, l'architetto progettò e costruì, nella valletta dietro al convento, una grande scenografia teatrale che egli definì "un'antologia in pietra", basata sul linguaggio esoterico dell'alchimia, rimasta volontariamente incompiuta, che permise il recupero di esperienze visive del passato: Villa Adriana per la palestra, piscina, terme eccetera, Villa d'Este (Tivoli) per la Rometta dell'architetto-archeologo Pirro Ligorio, i sette edifici nell'Acropoli (Partenone, Colosseo, Pantheon, Piramide, Torre dei Venti, Tempio di Vesta,  la torre dell’orologio di Mantova); Bomarzo per l'effetto di gioco e meraviglia (barca, Pegaso, mostro). Solo in funzione teatrale sono pienamente legittimate le costruzioni fuori tempo, le false rovine, le città ideali. L'aggancio in tema di scenografia è quello di modelli rinascimentali di Andrea Palladio, Vincenzo Scamozzi e Sebastiano Serlio.
Il complesso si sviluppa dentro una spirale formata dai pergolati, che rappresenta simbolicamente un percorso iniziatico. All'interno di questi vi è un asse verticale che dalla statua scheletrica del Pegaso, attraverso un sistema di terrazzamenti, conduce a un anfiteatro, gradualmente al teatro agnostico, al teatro erboso, per finire alla torre colonna rotta e a un asse orizzontale delimitato a sinistra dal teatro delle api, al centro dal palcoscenico con labirinto musicale, e a destra dalla città Buzziana con al culmine l'Acropoli. Una contraddittoria relazione di tipo ermetico viene a stabilirsi tra l'antico convento e le intellettualistiche fabbriche del teatro, sovraccariche di simboli e segreti, di riferimenti e di citazioni: dalle allusioni a divinità sia pagane sia cristiane, ai ricordi delle Ville di Plinio, al motto «AB OLIMPO» del Mantegna, all'Hypnerotomachia Poliphili di Frate Colonna, alle idee non concretate di Francesco Borromini e Filarete.
La complessa simbologia creata da Buzzi permette di individuare una seconda interpretazione dell'intero complesso urbano. L'intricato percorso iniziatico, che si dipana tra gli edifici della città, rappresenta un confronto con l'inconscio e si completa attraverso una serie di incontri con figure archetipiche, secondo il modello di individuazione sviluppato da C. J. Jung. L'incontro con le figure che popolano la città, simboleggianti i diversi aspetti della psiche, porta gradualmente il visitatore a una maggiore consapevolezza di sé, in un metaforico percorso di rinascita che scende nelle parti più profonde e buie dell'inconscio per poi arrivare all'Acropoli, simbolo della piena realizzazione del Sé.
Lo stile che meglio interpreta l'ansia di licenza di Buzzi è il neo-manierismo che egli identifica anche nell'uso di scale e scalette in tutte le dimensioni, allungamenti di membrature architettoniche, varietà di modi alla rustica, un po' di mostri, volute sproporzioni di alcune parti, statue verdi all'Arcimboldi, affastellamento di edifici, di monumenti, un che di labirintico che arriva a un certo surrealismo, di evocativo, di sinuoso, di antropomorfico, di geometrico, astronomico, magico.
Alla morte di Buzzi, nel 1981, la città era stata realizzata solo in parte ma, grazie agli schizzi lasciati, l'erede Marco Solari terminò l'opera.

## Note

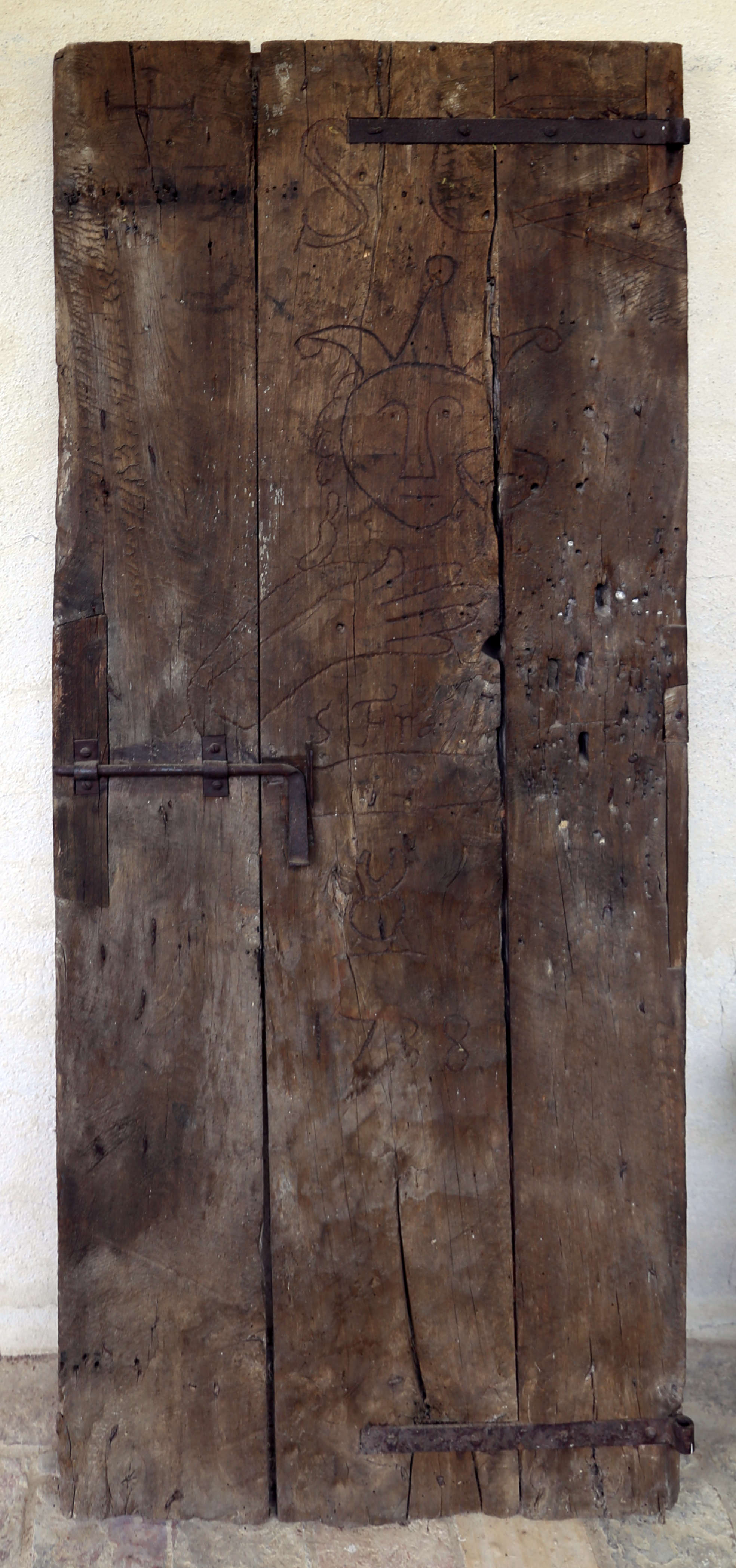
La porta con incisi la data 1738 e san Francesco col cappello da giullare